# Frank Lechner
Frank Lechner (* 1964 in Lich) ist ein ehemaliger deutscher Basketballspieler.

## Laufbahn
Lechner wurde 1984 Mitglied des Aufgebots des MTV 1846 Gießen in der Basketball-Bundesliga. Er spielte 1984/85 sowie 1985/86 für den MTV in der Bundesliga und bestritt 24 Partien. 1986 wechselte er zum VfB 1900 Gießen. Im Altherrenbereich spielte er für die Spielgemeinschaft VfB Gießen/TSV Krofdorf.
Lechner studierte in Gießen Rechtswissenschaft und wurde Rechtsanwalt (ab 1998 Fachanwalt für Sozialrecht). Er war Mitverfasser des von der Zeitschrift Stern herausgegebenen Ratgebers „Alleinerziehend - das sind Ihre Rechte: Von Unterhalt bis staatliche Hilfen. Was Ihnen und Ihrem Kind zusteht“.